# Lotte Pirker
Lotte Pirker (* 11. August 1877 in Marienbad; † 16. Dezember 1963 in Wien) war in Österreich Politikerin der Sozialdemokratischen Arbeiterpartei in der Ersten Republik, Frauenrechtlerin und Schriftstellerin.

## Leben
Karoline (Lotte) Pirker, geb. Schneider, war die Tochter eines Landesgerichtsrates. 1883 übersiedelte die Familie nach Karlsbad. Ihre Eltern förderten ihre künstlerischen Talente, auch wurde sie von Privatlehrern unterrichtet. In München besuchte sie zwei Jahre lang die Malereiklasse an der Kunstgewerbeschule. Sie engagierte sich aktiv in der frühen Frauenbewegung und schloss Bekanntschaft mit Rosa Luxemburg, die öfters ihr Atelier besuchte. Sie zog nach Wien, wo sie eine Schauspielschule besuchte und die Schwimm-Meisterprüfung ablegte, was für eine Frau ihrer Zeit eine Seltenheit war. 1902 heiratete sie den Offizier Friedrich Pirker. Die Hochzeitsreise ging in die USA. In Folge unternahm das Ehepaar eine lange Reihe von ausgedehnten Reisen. Die Reiseerfahrungen verarbeitete sie in Gedichten, journalistischen Reiseberichten und öffentlichen Lichtbildvorträgen.
1904 wurde der Sohn und spätere Höhlenforscher und Musikwissenschaftler Rudolf Pirker (1904–1982) in Pilsen geboren. Das Ehepaar bewirtschaftete einige Jahre einen Gutshof in Südböhmen, verlor dabei jedoch viel Geld und ging 1908 nach Wien. Friedrich Pirker wurde Beamter im k.k. Eisenbahnministerium, während Lotte Pirker als Schauspielerin auftrat. Sie begann, sich mit Politik und Volkswirtschaft zu beschäftigen.
Nach dem Ersten Weltkrieg trat sie der sozialdemokratischen Arbeiterpartei bei und war zwischen 1919 und 1934 Bezirksrätin im Wiener Gemeindebezirk Hietzing. Als Bildungsfunktionärin war sie in der Volksbildung aktiv und gestaltete Lesungen, Vortragsabende, Lichtbildvorträge und Rezitationsabende aus eigenen und anderen Werken. 1933 wurde sie Mitglied der Vereinigung sozialistischer Schriftsteller. Nach den Ereignissen des Februar 1934 zog sie sich aus dem politischen Leben zurück. 1938 starb ihr Mann. Nach dem Zweiten Weltkrieg engagierte sie sich innerhalb der KPÖ für kulturelle Themen, engagierte sich in der Friedensbewegung und für die Frauenrechte.

## Werke
- Das geraubte Ich. Grotesken. Mit einer Umschlagzeichnung von Carry Hauser, Wien 1925 (Neuauflage 1997 in der Reihe Vergessene Autoren der Moderne)
- Blüten vom Lebensbaum : Gedichte, Wien 1957